# 平衡集
在線性代數和相關的數學領域中，一個平衡集（balanced set）、圓集或圓盤是在一個域{\displaystyle K}上加上絕對值函數{\displaystyle ||}的向量空間上的集合{\displaystyle S}，使得對於所有純量{\displaystyle \alpha }以及{\displaystyle |\alpha |\leq 1}：
{\displaystyle \alpha S\subseteq S}
其中
{\displaystyle \alpha S:=\{\alpha x\mid x\in S\}}
集合S的平衡包（balanced hull）或平衡包絡（balanced envelope）是包含S的最小平衡集。它可以由取所有包含S的平衡集的交集所構造出來。

## 例子
- 在賦範向量空間內的開或閉球是平衡集。
- 任何實或複向量空間的子空間是平衡集。
- 一個平衡集合族的笛卡兒積在對應的向量空間（相同的域K上）的積空間是平衡的。
- 考慮複數域ℂ為一維向量空間，平衡集為ℂ本身、空集和以0為中心的開圓盤與閉圓盤（設想複數為平面上的點）。反之，在二維歐幾里得空間內有更多平衡集，例如任何以(0,0)為中點的線段。因此，ℂ和ℝ2在向量空間結構上是完全不同的。
- 若p是線性空間X上的半範數，對於任何常數c>0，集合{x ∈ X | p(x)≤c}是平衡的。

## 性質
- 平衡集的併集和交集是平衡集。
- 平衡集的閉包是平衡集。
- 根據定義（非性質），一個集合是絕對凸集若且唯若它是凸和平衡。
- 所有平衡集都是對稱集。